# Банска Щявница
Банска Щявница (на словашки: Banská Štiavnica; на немски: Schemnitz; на унгарски: Selmecbánya) е град в Банскобистришкия край на Южна Словакия. Това е най-старото миньорско селище в Словакия, което играе важна роля още преди средата на 13 век. От 13 до 19 век градът е известен не само в цяла Европа, но и извън нея, като един от най-значимите центрове за добив на злато и сребро, и в същото време, като най-важният световен център на минната наука и технологии. Градът става фокус за привличане на много учени, идващи от различни краища на света.
Днес в града се намират над 200 исторически паметника. На 11 декември 1993 година Банска Щявница, заедно с широката зона около нея, включваща няколко миньорски селища, е вписана в списъка на Световното културно и природно наследство на ЮНЕСКО. Градът и околността представляват уникална симбиоза на технически ландшафт и градска среда. Районът представлява комплекс от селища, свързани естествено и неразривно с околния пейзаж, които са се променяли в продължение на дълги години, в културен и технически аспект. Известен е като „Меката на минералите“, тъй като в него са открити близо 150 вида, включително благородни метали.

## Население
Населението на града на 30 ноември 1994 година възлиза на 10 904 души, а през 2009 година то слабо намалява до 10 674. В стария градски център живеят 888 души, а в жилищни кооперации и блокове в новата част – 4000 – 5000 души. Средната възраст на населението в стария град е 46 години, от които 31,8% са деца, което означава, че тази територия се обитава главно от деца и стари хора. Част от населението на Стария град е циганско, което понякога е предпоставка за конфликти на база културно развитие.

## История

### До 17 век
Богатството на откритите в местността минерали става причина за основаването на града в такъв хълмист район, както и на неговото последващо развитие и растеж. Най-старите документи за ранно селище на това място, свързано с добив и преработка на руда, са от късната бронзова епоха – 10 до 8 век пр.н.е. Става въпрос за хълм-крепост, разположен на планината Ситно. При разкопки в село Beluj, южно от Ситно, са намерени археологически находки и антични монети, чийто анализ доказва, че суровината за тяхното производство идва от Банска Щявница.
Предполага се, че рудните депозити вероятно се експлоатират още от края на бронзовата и през цялата желязна епоха. Със сигурност руди се преработват през Великоморавския период (9 век), и тази дейност продължава и през Средновековието. Един документ от 1156 година споменава града като „земята на миньорите“ (Terra banensium), повод за което става заселването на миньори от Тирол в областта. Според историческите източници още през 1217 година крал Андраш II Унгарски получава около 75 килограма сребро от новообразувалото се градче.
Първите привилегии на град в страната са дадени именно на Банска Щявница. През 1237 или 1238 година, когато градът е в чертите на Унгарското кралство, унгарският крал Бела IV му предоставя привилегията да служи като модел за изграждане на всеки следващ миньорски град. Оригиналните документи за този акт обаче, не са запазени. При един от съществуващите документи е използван печатът на града, който се оказва най-старият градски печат в Европа. На него е изобразен градският герб с архаични миньорски инструменти, като длето без дръжка, което е едно от доказателствата, че Банска Щявница е свързана с минното дело още в самото начало на съществуването си.
През Средновековието богатият на руди район отново става обект на силен интерес. Археологическите находки в самия град и в Стария град, разположен на хълма Глазенберг, датират групата миньорски селища към 11 век. Тези находки доказват и по-нататъшните промени в населените места, свързани с активизиране на минното дело, и пристигането на имигранти от района на Тирол в началото на 13 век. Центърът на града започва да се урбанизира, а охраняваната укрепена площ се превръща в замък.
През 1442 – 1443 година градът търпи огромни загуби – в резултат на битките за унгарския престол и последвалото силно земетресение. Повредени са църкви, жилищни сгради, минни съоръжения и замъкът. Тези събития са последвани от бум на ново строителство на търговски, жилищни и църковни сгради. Заедно с тях се издигат и постройки с ново предназначение като сградата на общината, укрепление на енорийската църква (1486) и на пътната станция, както и сградата на ул. „Академична“ № 8.
От края на 15 и началото на 16 век започва бавен спад в производството, въпреки значителните добиви от мините. Главният проблем, който се появява, е изпомпването на вода от рудниците, както и спадът в цените на златото и скъпоценните метали на европейските пазари. Това силно нагнетява обстановката и през 1525 година в града избухва минното въстание. През 1526 турците побеждават унгарската армия в битката при Мохач и над Кралство Унгария надвисва опасността от турско нашествие.
За защита на града от настъпващите турци енорийската църква е превърната в укрепление, известно днес като Стария замък. Построена е защитна кула, а в западната част на града е издигнат Новият замък. Поради факта, че градът е застроен на силно наклонен терен, не е възможно да се изгради традиционният тип укрепителна система. Затова защитните стени са построени между единично разположени сгради. Достъпът от главните пътища е затворен от градските порти – Piargská, Roxerova, Belianska, Kammerhofská, Antolská и други. Piargská е най-старата от всички порти. По-старото укрепление на замъка на Гланзенберг е защитено с нов ров и насип и също допълва системата от антитурски укрепления.

### След 17 век
През 17 век дейността в откритите мини постепенно намалява, тъй като достъпът до жилите в дълбочина става все по-ограничен. През 1627 година в града е направен важен пробив в миннодобивното дело, като за първи път, за изкопаването на руда, тук е използван барут. Масовото му прилагане при минно-взривните дейности обаче, постепенно се превръща в пречка в процеса на добива. Това довежда до стагнация в развитието на града, а контактите с други европейски минни центрове се ограничават в разрешаване на проблема с изпомпването на вода от мините. През 18 век е разработена система от резервоари, която улеснява това изпомпване и градът отново става най-важният център за добив на благородни метали в Хабсбургската монархия. Добивът, който отдавна се е превърнал в основен поминък на населението, отново започва да расте. Печалбата на града от добитите сребро и злато чупи европейските рекорди и между годините 1740 и 1760 минната хазна има нетна печалба от 42 498 000 гулдена. През 1740 година например, от териториите на днешна Банска Щявница са добити рекордните 600 килограма злато и 23 000 кг. сребро.
През 1735 в Банска Щявница е открито първото минно училище в Унгария, а по заповед на императрица Мария Тереза, през 1762 година е основана Минната академия, преобразувана от 1864 в Минна и горска академия. Това е първото учебно заведение по рода си в света и съществува тук до 1919, а в него са обучени над 10 000 специалиста. Така градът се превръща в европейски център на минното дело, науката и технологиите, свързани с него. В академията са направени няколко открития и изобретения със световно значение. Тя служи като модел за създаването на Парижката политехника през 1794 година.
Напредъкът в минната индустрия стимулира развитието на занаятите – шивашки, обущарски, грънчарство, златарство, печатарство и много други. Населението на града се увеличава, изградена е система за водоснабдяване, улиците са асфалтирани и са прекарани пътища до близките селища. Издигната е поредица от величествени сгради. Градът става третият по големина в Кралство Унгария. Икономическият просперитет, го съпътства до 20 век, което води до промяна на архитектурния му облик. Старите сгради са реконструирани, а фасадите и интериорите получават барокови форми. Построени са няколко сгради в бароков и класически стил като Евангелистката църква през 1796. В центъра на площад „Света Троица“, между 1755 и 1764 е издигната бароковата колона на Света Троица, със скулптурни фигури в основата и на върха.
В края на 19 век рудодобивът в Банска Щявница става нерентабилен и от развит миннодобивен център той се превръща само в образователен. Между 1892 и 1912 година е построен комплекс от сгради за нуждите на Минната и горска академия. Когато след Първата световна война тя е преместена в Шопрон, а по-късно в Мишколц в Унгария, градът преживява нов спад. Въпреки че в южната му част са изградени няколко предприятия, населението му бързо започва да намалява.

## Градска среда
Банска Щявница е разположена по стръмните склонове на планините Гланзенберг и Парадайз. Представлява съчетание от градоустройствени и ландшафтни елементи, които използват до максимална степен необичайния характер на стръмните градски терени. Тъй като строителството е затруднено от големия наклон, голяма част от сградите са изградени терасовидно. Създадени са великолепни образци на бароковата и класическа архитектура. Преобладаващата бюргерска архитектура в градската структура от 15 век, заедно със Стария и Новия замък, Енорийската църква и други сгради, доминира в централната част на стройно изградения компактен град.
Характерната идентичност на града включва запазената историческа риолитова настилка, дървени стъпала, система от подпорни стени, тесни съседни улички, художествени скулптури и други исторически елементи. Най-значителната барокова скулптурна композиция, се намира в центъра на площад „Св. Троица“. Проектирана е от известния скулптор от италиански произход Dionýz Stanetti. Повод за създаването ѝ става чумната епидемия, поразила града.
В покрайнините на селището сградите стават все по-разпръснати. Разстоянията между римските църкви, енорията в подножието на хълма Парадайз, и Доминиканската църква в южния край на града, говорят за по-големите размери на селището в миналото. Това е бил един от най-големите градове в Австро-Унгария.
През 1330-те години градът се разпростира на голяма площ и има две трикорабни базилики, на 500 метра разстояние една от друга. При тях се забелязва висока степен на архитектурно майсторство и художествено оформление от края на романския стил, както и влиянието на Цистерцианската готическа архитектура на Долна Австрия от 12 век.
В подножието на хълма Парадайз се намира енорийската църква „Дева Мария“, а високо над града е изградена доминиканската църква „Свети Никола“, която днес също е енорийска. Доминиканските монаси я построяват извън града заради страха от татарските нашествия. След около 30 години, когато селището се разраства още повече, те изграждат до църквата и манастир.
Просперитетът на мините през следващите два века рефлектира в прилагане на нови, прогресивни технологии за добив и преработка на благородни метали. Градът се развива от двете страни на по-късно появилия се площад „Света Троица“ и по продължение на пътя към Щявницки бани. Най-рано през 1310 година са построени болница и църквата „Света Елизабет“.
В периода 1488 – 1492, в центъра на града, е построена еднокорабната църква „Света Катерина“ с късни готически сводове. В средата на 16 век следва великолепно разработеният площад „Света Троица“, разположен под старата енорийска църква. Самата църква е възстановена в своя късен готически вид през 1497 – 1515.
През 16 век настъпва нов бум в строителството, като развитието на града става едновременно с развитието на защитните обекти. Възстановени и разширени са старите търговски къщи, построени са помпозни ренесансови дворци, седалището на Минната камара и главната сграда на графската администрация. Разпръснатите къщи вече са оформили главните пътища и площади на града. Заедно с производствените постройки те са изпълнени в готически и ренесансов стил. Единствената укрепена структура е замъкът на хълма Глазенберг. Изградена е широко разклонена канализационна система, която е просъществувала до наши дни.
Защитената зона в града обхваща Стария град, укрепленията с централната кула от 12 век, построени за защита на миннодобивния район, и изградения отново обширен замък от края на 13 век. След разрушаването на замъка, в него остава само производственото оборудване. Най-важните обекти, документиращи значението и историята на града, днес са обявени за национални паметниците на културата. В това число влизат Старият замък и 11-те сгради на минната академия.

## Забележителности

### Църкви
- Доминиканската църква „Успение Богородично“, която е наричана от местните жители „Германската църква“. Днес тя изпълнява функциите на енорийска. Изградена е в стил класицизъм, заедно с манастира към нея.[9] Фасадата ѝ е украсена със скулптурните фигури на св. св. Петър и Павел.[10]
- Църквата „Св. Катерина“ в късен готически стил, с богат и оригинален интериор (готически купел, стенописи, скулптури, картини).[9]
- Погребалният параклис „Дева Мария“ на хълма Фрауенберг от 1512 година.[9]
- Олтарът на готическата църква „Св. Елизабет“.[9]
- Класическата Евангелистка църква от началото на 19 век със скъпоценни богослужебни принадлежности.[9]
- Романският параклис-костница в укрепения комплекс Стария замък.[9]
- Параклисът „Свети Михаил“, най-старата сграда в града.
- Бароковият комплекс на хълма Шафенберг.[9]

### Музеи
- Миньорският музей на открито се намира само на 1 km от града. Това най-големият по рода си музей в Словакия. Експозицията е разделена на повърхностна и подземна част. Изложбата на повърхността показва исторически минни обекти и съоръжения. Представя историята на рудодобива, техники и технологии, обработка, развитие на минните науки, както и вентилация, осветление и маркшайдерство от най-ранни дни до настоящето.[11]

Подземната част предлага разходка под земята на 433 m дълбочина и разкрива много за някогашните мини и работата в тях. Подземният път минава през стари галерии, в които са били добивани сребро и злато.
- Бергенрихт – бившата сграда на минния съд, в която като гост през 1751 година е настанен немският император Франц Стефан Лотарингски, съпругът на Мария Тереза. През 1927 година в сградата е създаден първият минен музей в Словакия. Днес тук е организирана експозиция, представяща над 400 различни вида минерали от словашки и чужди находища. Минералите са разделени на съответните класове и секции съгласно химичния им състав и структура.[11]
- Галерията „Йозеф Колар“ се намира в три реставрирани бюргерски къщи на площад „Света Троица“. Носи името на словашкия художник-класик Йозеф Колар, който е от Банска Щявница. Затова неговите работи са доминиращи в експозицията. Следващите двама художника, чиито творби са най-застъпени в галерията са Jaroslav Augsta и Edmund Gwerk. Изложбата на стари изкуства в нея показва 240 основни колекции.[11]

### Обществени сгради
- Кметството, построено в пресечната точка на две падини, в историческия център. Архитектурният му облик е резултат от многобройни промени в различни стилове от 16 до края на 18 век, когато е проведена значителна реконструкция.[9]
- Паметникът „Света Троица“, изграден в бароков стил и разположен в центъра на едноименния площад.[9]
- Миннодобивна кула от края на 17 век.[9]
- Сградите на Минната академия, 11 от които са обявени за архитектурни паметници на културата. Между тях е адаптираният оригинален ренесансов бюргерски дворец, както и няколко сгради, специално построени през 19 век за нуждите на академията.[9]

### Фортификационна система
- Старият замък – антитурско укрепление от средата на 16 век, обградено със защитна стена. В архитектурата му са застъпени романски, готически, ренесансов и бароков стил.[11] В комплекса има гробище и църква и първоначално е възстановен от енорийската църква.[9]

През 20 век преминава през обширни строителни работи и след последната реставрация в него са открити няколко нови постоянни изложби – Барокови скулптури, Изкуството на ковачите, Исторически оръжия, Археоложка изложба „Миньорите идват...“, Изложба на исторически часовници и звънци.
- Новият замък – ренесансово антитурско охранително съоръжение, построено като защитна крепост.[9] Замъкът е издигнат в периода от 1564 до 1571 година. Използван е за информиране за приближаващи врагове на територията от Пуканец до Lubietova. Около него са били разположени 21 оръдия. Днес в замъка са експонирани оръжия от различни периоди. Организирани са и изложбата „Словакия в периода на турската експанзия“ и изложение на доброволческите пожарникарски отряди. Замъкът предлага и забележителна панорама към историческия център на града, а на кулата му е инсталиран телескоп за наблюдение.[11]
- Piargská порта – ренсансова входна порта от Щявницки бани, с изразителни барокови декорации.[9]
- Камерхоф – седалището на съдебната камара и на графското управление, строено и достроявано от 12 до 16 век. Било е част от ренесансовото укрепление на града, от което е запазен един кръгъл бастион. По-късно е използвано от Минната академия.[9][11]

### Забележителности, свързани с минното дело
В цялата околност на града са пръснати останки от ранните минни и металургични операции. Има не по-малко от 30 водоема, най-старият от които, Велка Водаренска, е построен преди 1510 година. Налице е сложна серия от язовири, най-дългата от които е 774,7 метра, както и поредица от събирателни канали.
- Останките от минната дейност включват дренажната галерия „Возницка“. Когато е завършена през 1878 година, тя е била най-дългата в света – 1,65 km.[4]
- Дренажната галерия „Байбер“ е създадена през 14 век.[4]
- Най-старите валове Weiden и Terézia датират съответно от 1519 и 1571 година. Съществуват и няколко големи открити рудника.[4]
- Минната галерия „Гланзенберг“ започва в близост до Паметника на Освободителите от Втората световна война. Най-старото споменаване за галерията е от 1560 година, но много вероятно е тя да е още по-стара. В нея са добивани златни, сребърни и оловни руди. Известна е също и като галерията, в която за първи път влизат студентите от Минната академия, през първата година от обучението си.[4]
- Изграждането на шахтата и машинното помещение на вала Mayer започва през 1805 година, като и двата обекта оцеляват до наши дни.[4]
- Топилната сребърно-оловна инсталация, с произход от първата половина на 17 век и модернизирана през 1872 година, все още съществува. Това е една от сградите на първата фабрика в света за производство на машинно направен жилен кабел.[4]
- В близост до града се намират малки изкуствени езера, наричани „тайхи“, които в миналото са били около 60 и са служели за нуждите на мините.[4]

## Легенда
Преди много време един овчар пасял стадото си по хълмовете, където днес е Банска Щявница. Изведнъж от земята се паказали два саламандъра. Гърбът на единия блестял в злато, а на другия – в сребро. Като го видели, те бързо се скрили под един камък. Овчарят повдигнал камъка и така намерил първото самородно злато в областта. Като следствие от тази легенда, саламандрите са включени в стария герб на града, който днес вече е променен. Всяка година в Банска Щявница се провежда традиционен фестивал, при който начело на парада върви един овчар със саламандър в ръцете си.

## Любопитно
- Голям интерес представлява часовникът на фасадата на кметството, на който стрелките са сменени една с друга – голямата показва часовете, а малката – минутите. За причината се разказват много истории. Според една от тях, направата била поверена на чирак, който сгрешил, но това не било забелязано, преди майсторът да си тръгне. Друга твърди, че според градските съветници, след като часът е по-дълъг от минутата, то и неговата стрелка трябва да е по-дълга.[10][13]
- Поради големия наклон на терена, върху който е построен градът, често входът на къщата е към втория или третия етаж и оттам се слиза по вътрешни стълби към по-долните етажи. Пример за такава сграда е къщата на Оберайгнер на площад „Св. Троица“.[10][13]
- Тъй като покривите на някои къщи са изравнени като ниво с улиците над тях, в миналото хората са връзвали козите си за комините на съседите.[10][13]
- Когато е построен Новият замък, той е бил предназначен за охрана на града. На всеки 15 минути стражът в замъка надувал рог, за да уведоми жителите, че всичко е спокойно. Тази традиция е възстановена преди няколко години и днес „живият часовник“ се чува на всеки четвърт час.[13]

## Побратимени градове
- Хюненберг, Швейцария
- Моравска Тршебова, Чехия
- Птуй, Словения
- Шопрон, Унгария
- Секешфехервар, Унгария
- Сораня, Италия

## Личности
- Александер Питук (1904 – 2002) – унгарски шахматист и съдия
- Андрей Кмет (1841 – 1908) – словашки римскокатолически свещеник, археолог, геолог, палеонтолог, историк, ботаник, етнограф.
- Антон Хикиш (р.1932) – словашки писател, политик и дипломат
- Дезо Хофман (1918 – 1986) – словашки фотограф, фотожурналист и оператор
- Домокос Косари (1913 – 2007) – унгарски историк и писател
- Емилия Вашарьова (р.1942) – словашка актриса, „Първата дама на словашкия театър“
- Йозеф Карол Хел (1713 – 1789) – словашки минен инженер и изобретател
- Людовит Лачни (р. 1926) – словашки шахматист и съдия
- Магдалена Вашарьова (р.1948) – словашка актриса и дипломат
- Максимилян Хел (1720−1792) – унгарски астроном, йезуит
- Мастер МС – словашки готически и ренесансов художник
- Николаус Йозеф фон Жакен (1727 – 1817) – холандски и австрийски ботаник, геолог, зоолог и химик
- Самуел Миковини (1700 – 1750) – унгарски инженер, математик, геодезист, картограф, астроном
- Улрика Бабякова (1976 – 2002) – словашки астроном, участвала в откриването на редица астероиди